# Seoul WFC
El Seoul Women's Football Club (en coreano: 서울시청 여자 축구단) es un equipo de fútbol femenino de la ciudad de Seúl, Corea del Sur.
Fue fundado en 2004 y es propiedad del Gobierno Metropolitano de Seúl. El club compite en la WK League, máxima categoría del fútbol femenino del país, y juega sus encuentros de local en el Estadio Hyochang.

## Palmarés
| Competición nacional | Títulos | Subcampeonatos |
| -------------------- | ------- | -------------- |
| WK League (0/1)      |         | 2013.          |

## Trayectoria
| Temporada | Temporada regular de la WK League | Temporada regular de la WK League | Temporada regular de la WK League | Temporada regular de la WK League | Temporada regular de la WK League | Temporada regular de la WK League | Temporada regular de la WK League | Temporada regular de la WK League | Playoffs     |
| Temporada | P                                 | V                                 | L                                 | E                                 | GF                                | GC                                | Pts                               | Pos                               | Playoffs     |
| --------- | --------------------------------- | --------------------------------- | --------------------------------- | --------------------------------- | --------------------------------- | --------------------------------- | --------------------------------- | --------------------------------- | ------------ |
| 2009      | 20                                | 8                                 | 5                                 | 7                                 | 27                                | 25                                | 29                                | 3.°                               | No clasificó |
| 2010      | 20                                | 7                                 | 2                                 | 11                                | 23                                | 32                                | 23                                | 4.°                               | No clasificó |
| 2011      | 21                                | 5                                 | 9                                 | 7                                 | 19                                | 26                                | 24                                | 6.°                               | No clasificó |
| 2012      | 21                                | 5                                 | 9                                 | 7                                 | 26                                | 29                                | 24                                | 5.°                               | No clasificó |
| 2013      | 24                                | 11                                | 7                                 | 6                                 | 34                                | 26                                | 40                                | 2.°                               | Subcampeón   |
| 2014      | 24                                | 10                                | 6                                 | 8                                 | 29                                | 29                                | 36                                | 3.°                               | Semifinales  |
| 2015      | 24                                | 3                                 | 6                                 | 15                                | 28                                | 61                                | 15                                | 6.°                               | No clasificó |
| 2016      | 24                                | 7                                 | 5                                 | 12                                | 33                                | 48                                | 26                                | 5.°                               | No clasificó |
| 2017      | 28                                | 12                                | 5                                 | 11                                | 40                                | 43                                | 41                                | 4.°                               | No clasificó |
| 2018      | 28                                | 4                                 | 9                                 | 15                                | 34                                | 57                                | 21                                | 6.°                               | No clasificó |
| 2019      | 28                                | 3                                 | 6                                 | 19                                | 26                                | 63                                | 15                                | 7.°                               | No clasificó |